# 류현우 (골프 선수)
류현우(1981년 9월 8일~)는 대한민국의 골프 선수이다.